# 唐纳德·麦克弗森
唐纳德·麦克弗森（英語：Donald McPherson，1945年2月20日—2001年11月24日），加拿大男子花样滑冰运动员。他曾代表加拿大参加世界花样滑冰锦标赛，获得一枚金牌。他也参加了1960年冬季奥运会。